# SV Uedesheim
Der SV Uedesheim ist ein deutscher Sportverein aus dem Neusser Stadtteil Uedesheim. Der Verein wurde im Jahr 1928 gegründet und seine Vereinsfarben sind grün und weiß. Die Inline-Skaterhockey-Mannschaft spielt seit 2002 in der Inline-Skaterhockey-Bundesliga. Die Fußballmannschaft des SV Uedesheim spielte von 2012 bis 2014 in der fünftklassigen Oberliga Niederrhein und ist damit die höchstspielende Mannschaft in Neuss.

## Geschichte

### Inline-Skaterhockey
Die Uedesheim Chiefs spielen seit 2002 in der Inline-Skaterhockey-Bundesliga. In den Jahren 2005 und 2006 wurden die Chiefs jeweils Vizemeister der Südgruppe. Seit 2012 tritt die Mannschaft in der eingleisigen Bundesliga an. Heimspielstätte ist der Chiefs Garden.

### Fußball
Der Aufstieg der Fußballer, der zuvor überwiegend Kreisliga spielte, begann Anfang der 2000er Jahre. In der Saison 2003/04 wurde man Meister der Kreisliga A und etablierte sich schnell in der Bezirksliga. Nach Tabellenplatz drei 2006 setzte sich der SV Uedesheim in der Spielzeit 2007/08 gegen den großen Nachbarn VfR Neuss durch, wurde Meister der Bezirksliga und stieg in die Landesliga Niederrhein auf. Nur vier Jahre später folgte der nächste Aufstieg mit dem Titelgewinn in der Landesliga 2012. Zwei Jahre später stieg die Mannschaft aus der Oberliga wieder ab und wurde in der folgenden Saison 2014/15 in die Bezirksliga durchgereicht.

## Persönlichkeiten
- Ingmar Putz
- Kani Taher